# Desmiphora hirticollis
Desmiphora hirticollis là một loài bọ cánh cứng trong họ Cerambycidae.